# Лапневці
Лапневці (біл. Лапенеўцы) — село в складі Берестовицького району Гродненської області, Білорусь. Село підпорядковане Макарівецькій сільській раді, розташоване у західній частині області.